# Manny Harris
Pour les articles homonymes, voir Harris.
Corperryale L'Adorable « Manny » Harris, né le 21 septembre 1989 à Détroit (Michigan), aux États-Unis, est un joueur américain de basket-ball. Il évolue au poste d'arrière.

## Carrière
Il signe en tant qu'agent libre le 25 septembre 2010 avec les Cavaliers de Cleveland. Cette dernière franchise met un terme à son contrat en juillet 2012. Le 16 janvier 2014, il s'engage avec les Lakers de Los Angeles pour un contrat de 10 jours. Le contrat est renouvelé pour dix jours mais le 4 février 2014, Harris joue son dernier match avec les Lakers en marquant 19 points et prenant 8 rebonds contre les Timberwolves du Minnesota.
En février 2018, Harris remporte la Coupe de Grèce avec l'AEK Athènes et est élu MVP de la finale. En mai, Harris est élu MVP et membre de l'équipe-type de la Ligue des champions 2017-2018,. Il remporte la compétition face à l'AS Monaco, 100-94.
Manny Harris est détenteur du record du plus bas +/- au cours d'une rencontre avec un score de -57. Il signe 8 points, 6 rebonds et 1 passe décisive dans la défaite des Cavaliers de Cleveland face aux Lakers de Los Angeles sur le score de 57 à 112, le 11 janvier 2011.